# Bernard Pollard
Pour les articles homonymes, voir Pollard.
(en) Statistiques sur pro-football-reference
Bernard Karmell Pollard, né le 23 décembre 1984 à Fort Wayne, est un joueur américain de football américain qui évolue au poste du safety en National Football League (NFL) pendant neuf saisons.
Il joue pour les Chiefs de Kansas City (2006-2008), les Texans de Houston (2009-2010), les Ravens de Baltimore (2011-2012) et les Titans du Tennessee (2013-2014).
Avec les Ravens, il remporte le Super Bowl XLVII.

## Jeunesse
Il a fréquenté le lycée South Side à Fort Wayne, en Indiana où il joue au football, au basket-ball et pratique l'athlétisme.

## Carrière universitaire
Pollard étudie à l'université Purdue et effectue sa carrière universitaire avec les Boilermakers de Purdue. Il se présente pour la draft 2006 de la NFL après sa saison junior.

## Carrière professionnelle
Il est sélectionné par les Chiefs de Kansas City au deuxième tour, en 54e position, lors de la draft 2006 de la NFL. Il est libéré le 5 septembre 2009.
Il est engagé par les Texans de Houston le 24 septembre 2009. Le 2 avril 2010, il s'engage à nouveau chez les Texans.
Le 4 août 2011, Pollard signe un contrat de deux ans avec les Ravens de Baltimore. Le 8 mai 2012, il signe une prolongation de contrat de trois ans avec les Ravens. Il est libéré le 13 mars 2013.
Le 21 mars 2013, il signe un contrat d'un an avec les Titans du Tennessee. Après la saison, il signe une prolongation de contrat de deux ans le 3 mars 2014. Il subit une rupture du tendon d'Achille lors du match en semaine 5 contre les Browns de Cleveland et est placé sur la liste des blessés le 8 octobre 2014 et manque le reste de la saison. Il est libéré durant l'intersaison le 2 mars 2015.